# 富澤純一
富澤 純一（とみざわ じゅんいち、1924年6月24日 - 2017年1月26日）は、日本の分子生物学者。国立遺伝学研究所名誉教授、総合研究大学院大学名誉教授。
東京都生まれ。日本の分子生物学の黎明期より指導的な役割を担い、RNAによってDNA複製が制御されることを発見したことで知られる。1947年東京帝国大学医学部薬学科卒。薬学博士（東京大学1957年）。日本分子生物学会名誉会員。

## 経歴
- 1947年3月：東京帝国大学医学部薬学科 卒業
- 1947年4月：国立予防衛生研究所化学部
- 1956年：アルフレッド・ハーシーの招聘により米国カーネギー研究所遺伝学部（現コールド・スプリング・ハーバー研究所）へ移る。
- 1957年：薬学博士（東京大学）
- 1957年：MITで遺伝暗号の研究を始めていたCyrus Levinthal の研究室に参加する。
- 1959年：オレゴン大学研究員
- 1961年：帰国し国立予防衛生研究所化学部長に就任。分子遺伝研究のグループを組織した。
- 1961年：金沢大学医学部で高木康敬と第1回のファージ講習会を開催。
- 1962年：阪大微研の観音寺の施設で第2回のファージ講習会（4回まで参加）
- 1966年：大阪大学理学部生物学科教授を兼任（遺伝学講座）。
- 1968年：大阪大学理学部教授専任となる。大学紛争の最中には生物学科主任として対応したが、理学部封鎖も起こったため、研究の中断を憂えた米国の複数の大学、研究所から誘いを受ける。
- 1971年：大学の平常化後、米国国立衛生研究所（NIH）分子遺伝学部門　部長として転出。阪大在任中は学生との対応が中心となり、研究を考える余裕がなかった。
- 1989年10月：国立遺伝学研究所　第6代所長（1997年9月まで）総合研究大学院大学 教授
- 1996年9月：日本分子生物学会の英文学会誌Genes to Cells誌の創刊に携り、初代編集長を務める[2] （2005年まで）。
- 1998年：国立遺伝学研究所　客員教授
- 2011年：故・桂子夫人の遺志に基づき夫妻の私財を抛って「日本分子生物学会 若手研究助成 富澤純一・桂子 基金」を立ち上げ、分子生物学会が「富澤基金」による若手研究助成事業を開始した。本研究助成は、生命科学の基礎的研究に強い熱意をもって携わっているが、必ずしも研究資金に恵まれていない若手研究者を対象にしており、助成金の使途を直接的な研究経費に限定しない、日本ではユニークな助成制度である。

## 受賞歴
- 日本遺伝学会賞（1960年）
- 松永記念科学振興財団松永賞（自然科学部門）（1970年）
- Public Health Service Award, U.S. (1976年)
- 朝日賞（文化賞部門）（1986年）　「遺伝子複製機構の研究、とくにRNAによる複製の制御の発見」[3]

## 栄典・顕彰
- 1971年：アメリカ芸術科学アカデミー外国人名誉会員
- 1990年12月12日：日本学士院会員（所属第２部第４分科（理学）分子生物学）
- 1995年：アメリカ国立科学アカデミー外国人名誉会員
- 2000年：文化功労者

## 著書
- 富沢純一著『バクテリオファージの実験』岩波書店 1970年
- F. ジャコブ — E. L. ウォルマン 共著『細菌の性と遺伝』富沢純一・小関治男訳 岩波書店 1963年